# Ô Lan Phu
Ô Lan Phu (tiếng Trung: 乌兰夫; tiếng Mông Cổ: ᠤᠯᠠᠭᠠᠨᠬᠦᠦ, Chuyển tự Latinh: Ulaan Hüü, chữ Mông Cổ: Улаанхүү; 23 tháng 12 năm 1906 - 8 tháng 12 năm 1988) bí danh Vân Trạch, Vân Thời Vũ，là người Mông Cổ, Nội Mông Cổ, Trung Quốc. Ông là chính trị gia Đảng Cộng sản Trung Quốc, Cộng hòa Nhân dân Trung Hoa, và lãnh đạo khu tự trị Nội Mông Cổ. Ông có quân hàm Thượng tướng khai quốc Quân Giải phóng Nhân dân Trung Quốc, ông còn được gọi là "Mông Cổ Vương".
Năm 1923, ông gia nhập Đoàn Thanh niên Xã hội Chủ nghĩa Trung Quốc; 1925 gia nhập Đảng Cộng sản Trung Quốc; là Ủy viên Bộ Chính trị Dự khuyết khóa VIII, Ủy viên Trung ương Đảng khóa X, Ủy viên Bộ Chính trị khóa XI, XII. Ông từng là Phó Chủ tịch nước Cộng hòa Nhân dân Trung Hoa, Phó Ủy viên trưởng Ủy ban Thường vụ Đại hội Đại biểu Nhân dân Toàn quốc Trung Quốc khóa IV, V, VII, Phó Chủ tịch Hội nghị Chính trị Hiệp Thương Toàn quốc khóa V, Phó thủ tướng Quốc vụ viện, Trưởng ban Công tác Mặt trận Thống nhất Trung ương. Một trong những nhà lãnh đạo chính của Cộng hòa Nhân dân Trung Hoa và Đảng Cộng sản Trung Quốc. Năm 1955, ông được trao cấp bậc Thượng tướng, một trong 57 "Thượng tướng Khai Quốc". Vào ngày 8/12/1988, ông qua đời vì bệnh tật ở Bắc Kinh và hưởng thọ 82 tuổi.
Con trai cả của ông, Bố Hách, từng giữ chức Phó Ủy viên trưởng Ủy ban Thường vụ Đại hội Đại biểu Nhân dân Toàn quốc Trung Quốc (1993-2003). Cháu gái của ông, Bố Tiểu Lâm, hiện là chủ tịch của Chính phủ Nhân dân khu tự trị Nội Mông.

## Tiểu sử

### Tuổi trẻ
Ô Lan Phu sinh ra ở Tumed Tả (nay là Hohhot) trong một gia đình nông dân ở làng Tabusei, Tumut Banner. Sau khi tốt nghiệp trường Trung học Tumut Banner, Ô Lan Phu đã vào trường Đại học Mông Cổ-Tây Tạng tại Bắc Bình năm 1923. Được sự giúp đỡ của Lý Đại Chiêu, Triệu Thế Viêm, Đặng Trung Hạ, ông tham gia vào các nhóm nghiên cứu nghiên cứu lý luận chủ nghĩa Mác-Lênin; cùng năm, ông tham gia Đoàn Thanh niên Xã hội Chủ nghĩa Trung Quốc.
Tháng 5/1925, ông tham gia Phong trào 30 tháng 5 (Ngũ tạp vận động). Tháng 9, ông gia nhập Đảng Cộng sản Trung Quốc, sau đó được gửi đến Đại học Trung Sơn Moskva học tập, cùng học có Đặng Tiểu Bình, Ngũ Tu Quyền, cùng bàn là con trai Tưởng Giới Thạch, Tưởng Kinh Quốc. Sau khi trở về nước vào tháng 6/1929, ông bắt đầu tham gia vào tổ chức lãnh đạo đấu tranh cho người Mông Cổ; ông là Bí thư, ủy ban Tổ chức Tây Mông Trung Cộng. Tháng 10/1931, Vương Nhược Phi chỉ định ông tham gia vào công tác quần chúng, Đảng vụ, quân vận và tình báo tại Tây Mông; tháng 2/1936, ông đã lên kế hoạch "bạo loạn Bailingmiao"; Và sau đó thiết lập "Tổng đội Bảo an Mông Kì" giữ chức chủ nhiệm chính trị, và bí thư đảng ủy chủ nhiệm chính trị.

### Thời kỳ chiến tranh
Sau khi chiến tranh kháng Nhật nổ ra, Ô Lan Phu xuất quân tại Quy Tuy (Hohhot), Hắc Hà tiến quân kháng Nhật. Sau đó, ông chuyển đến các khu vực phía Phủ Cốc, Thần Mộc, Thiểm Bắc. Tháng 4/1938, là ủy viên Ủy ban công tác Quy Mông Đảng Cộng sản; Cùng năm đó, ông giữ cương vị quyền chủ nhiệm chính trị sư đoàn biên chế thứ 3 Quân Cách mạng Quốc Dân, đánh chặn quân Nhật ở phía nam sông Hoàng Hà. Tháng 8/1941, do chính quyền trung ương chỉ huy lực lượng biên chế thứ ba mới "thanh trừng Đảng Cộng sản", ông buộc phải đi đến Diên An, tại đây ông giữ chức Chủ nhiệm Ủy ban Dân tộc Chính phủ khu ranh giới Thiểm Tây, Cam Túc, Ninh Hạ, Hiệu trưởng Học viện Dân tộc Diên An. Tháng 8/1943, ông chịu trách nhiệm về các vấn đề Mông Cổ của Ban Công tác Mặt trận Thống Nhất Trung ương Cục Tây Bắc. Năm 1945, tại Đại hội toàn quốc lần thứ VII của Đảng Cộng sản Trung Quốc, ông được bầu làm ủy viên Ủy ban Trung ương.
Tháng 8/1945, Ô Lan Phu làm Chủ tịch Chính phủ Mông Cổ, ủy viên Cục Trung ương Tấn Sát Kí Biên Trung cộng, Bí thư Ủy ban Công tác Nội Mông Cổ Trung Cộng. Vào tháng 10, sau khi giải tán thành công chính quyền lâm thời của Cộng hòa Nhân dân Nội Mông do Buyingdalai (Bổ Anh Đạt Lại) lãnh đạo, Ô Lan Phu đã khởi động phong trào tự trị cho người Nội Mông dưới sự lãnh đạo của Đảng Cộng sản Trung Quốc. Tháng 5/1947, ông được bầu làm Chủ tịch Chính phủ tự trị Nội Mông. Kể từ đó, ông làm Bí thư Khu ủy Khu tự trị Nội Mông, và Chủ tịch chính phủ Nội Mông, chính ủy Quân khu Cục Đông Bắc; Trong khi đó, chính phủ Nhân dân đã hoàn thành việc xây dựng các Đảng ủy Nội Mông, xây dựng quân đội; ông cũng chỉ huy tiêu diệt những tên cướp có vũ trang ở nội Mông và các lực lượng đối lập ở địa phương, và tham gia vào cuộc nội chiến Trung Cộng trong chiến dịch Liêu Ninh-Thẩm Dương và chiến dịch Thiên Tân.

### Thành lập Trung Quốc mới
Sau khi nước Cộng hòa Nhân dân Trung Hoa được thành lập, Ô Lan Phu giữ các chức vụ ủy viên Chính phủ Nhân dân Trung ương, ủy viên chính vụ Chính vụ viện Chính phủ Nhân dân Trung ương, ủy viên Ủy ban Quốc phòng, Chủ nhiệm kiêm Bí thư Đảng ủy Ủy ban Dân tộc Chính phủ Nhân dân Trung ương, Viện trưởng Viện Dân tộc học Trung ương, ủy viên Ủy ban Hành chính Hoa Bắc, Phó Bí thư Cục Hoa Bắc Trung ương Trung Cộng, Bí thư khu vực Nội Mông Cổ, Chủ tịch Chính phủ Nhân dân tỉnh Tuy Viễn,...
Tháng 9/1954, tại kỳ họp thứ nhất Đại hội Đại biểu Nhân dân Toàn quốc Trung Quốc khóa I, Ô Lan Phu được bầu làm Phó Thủ tướng Quốc vụ viện, kiêm Chủ nhiệm Ủy ban Dân tộc Quốc gia; tiếp tục đảm nhiệm Bí thư thứ nhất Khu ủy Khu tự trị, Chủ tịch Chính phủ Nhân dân Khu tự trị Nội Mông, Chính ủy kiêm Tư lệnh Quân khu Nội Mông, Hiệu trưởng Đại học Nội Mông, Bí thư thứ 2 Cục Hoa Bắc, Chủ tịch Chính Hiệp Khu tự trị Nội Mông Cổ. Tháng 9/1955, được trao tặng cấp bậc Thượng tướng Quân đội Giải phóng nhân dân Trung Quốc, được trao Huân chương Giải phóng. Năm 1956, tại Đại hội Đảng lần thứ VIII, ông được bầu vào Ủy ban Trung ương, và tại phiên họp lần thứ nhất khóa VIII, ông được bầu làm Ủy viên Dự khuyết Bộ Chính trị, trở thành lãnh đạo Đảng và Nhà nước. Sau đó, ông cũng là Phó Thủ tướng khóa II, III của Quốc vụ viện.

### Thời kỳ Văn Cách
Sau khi "Cách mạng Văn hoá" bắt đầu, ông bị chỉ trích vì vấn đề "người trong Đảng", và ông bị công kích với cáo buộc "thành lập vương quốc Nội Mông Cổ độc lập". Tháng 8/1966, ông bị quản chế tại Bắc Kinh, và thu hồi các chức vụ lãnh đạo trong Đảng, chính phủ và quân đội. Sau khi được Chu Ân Lai bảo vệ, ông đổi tên thành Vương Tự Lực. Từ 20 - 31/5/1972, Ủy ban Trung ương Đảng đã tổ chức một cuộc hội thảo làm việc tại Bắc Kinh, chuẩn bị cho cuộc triệu tập Đại hội Đảng khóa X. Trước cuộc họp, theo quan điểm của Mao Trạch Đông, hội nghị công bố giải phóng 13 cán bộ cao cấp như Đàm Chấn Lâm, Lý Tỉnh Toàn và Ô Lan Phu. Sau đó, tại Đại hội Đảng khóa X năm 1973, ông được bầu lại làm ủy viên Ủy ban Trung ương Đảng. Tháng 1/1975, ông được bầu làm Phó Ủy viên trưởng Ủy ban Thường vụ Nhân Đại Toàn quốc khoá IV.

### Sau Văn Cách kết thúc và thời kỳ khai phóng
Sau khi tiêu diệt Bè lũ bốn tên, ông được bổ nhiệm làm Trưởng ban Công tác Mặt trận Thống nhất Trung ương năm 1977, tại phiên họp thứ nhất Đại hội Đảng khóa XI, ông được bầu làm Ủy viên Bộ Chính trị, tới năm 1982, tại Đại hội Đảng khóa XII, ông tiếp tục được bầu làm Ủy viên Bộ Chính trị. Phiên họp toàn thể lần thứ tư khóa thứ XII của Đảng tổ chức năm 1985, Ô Lan Phu và một số thành viên xin tự nguyện rút khỏi Ủy ban Trung ương và ngừng làm thành viên Bộ Chính trị Ủy ban Trung ương Đảng.
Năm 1978, ông được bổ nhiệm làm Phó Ủy viên trưởng Ủy ban Thường vụ Nhân Đại Toàn quốc khoá V, đồng thời là Phó Chủ tịch Chính Hiệp Toàn quốc khóa V. Tháng 6/1983, Chủ tịch Đoàn Đại hội đại biểu toàn quốc lần thứ VI kỳ họp thứ nhất đã đề cử Lý Tiên Niệm và Liệu Thừa Chí làm ứng cử viên cho chức vụ Chủ tịch nước và Phó Chủ tịch nước. Tuy nhiên, 8 ngày trước cuộc bỏ phiếu, vào ngày 10/6, Liệu Thừa Chí qua đời vì một cơn đau tim. Bộ Chính trị Trung ương đã tổ chức một cuộc họp mở rộng và quyết định rằng, ứng cử viên cho Phó Ủy viên trưởng thứ nhất Ủy ban Thường vụ Nhân Đaị Toàn quốc Ô Lan Phu được chọn thay thế làm ứng viên Phó Chủ tịch nước. Ông được bầu làm Phó Chủ tịch nước Cộng hòa Nhân dân Trung Hoa vào ngày 18/6. Vào ngày 8/4/1988, sau nhiệm kỳ của phó chủ tịch nước, ông được bầu làm Phó Ủy viên trưởng Ủy ban Thường vụ Nhân Đại toàn quốc khóa VII. Vào ngày 14/12/1988, ông qua đời vì bệnh ở Bắc Kinh và hưởng thọ 82 tuổi.

## Đánh giá chính thức và tưởng niệm
Sau cái chết của ông, Ủy ban Trung ương Đảng Cộng sản Trung Quốc và Ủy ban Thường vụ Nhân Đại Toàn quốc đã đưa ra một cáo phó đánh giá ông là "một người lính Cộng sản đầy kinh nghiệm, một nhà lãnh đạo nổi bật của Đảng và đất nước, nhà cách mạng vô sản xuất chúng, và một nhà lãnh đạo quốc gia ưu tú phi thường". Vào ngày 23/12/1992, "nhà tưởng niệm Ô Lan Phu" được mở tại Hohhot. Vào tháng 6/1999, "Ô Lan Phu Văn tuyển" của Tổng Bí thư Giang Trạch Dân công bố chính thức. Vào tháng 10/2000, nhà tưởng niệm được đặt tên là "địa điểm giáo dục chủ nghĩa yêu nước toàn quốc".
Vào ngày 21/12/2006, Ủy ban Trung ương Đảng đã tổ chức một hội nghị chuyên đề để kỷ niệm 100 năm ngày sinh của đồng chí Ô Lan Phu, do Vương Triệu Quốc, Phó Ủy viên trưởng Nhân Đại Toàn quốc lúc đó đã làm chủ trì, Tăng Khánh Hồng, ủy viên Thường vụ Bộ Chính trị, Phó Chủ tịch nước đã phát biểu nói về cuộc đời của ông. Tăng Khánh Hồng nói rằng "Đồng chí Ô Lan Phu đã dành toàn bộ cuộc đời mình cho sự nghiệp giải phóng và xây dựng chủ nghĩa xã hội của nhân dân Trung Quốc, và đã tạo được những thành công đáng nể cho sự đoàn kết và trẻ hóa các dân tộc, thống nhất đất nước và sự thịnh vượng của quê hương". "Tôn trọng và yêu thương", "Đây là ngôn ngữ chỉ có thể được sử dụng bởi các nhà lãnh đạo của đất nước". Tăng Khánh Hồng trong bài phát biểu của mình chỉ ra rằng: "Trong thực tiễn vĩ đại của cuộc cách mạng và xây dựng của Trung Quốc, nhiều nhà cách mạng vô sản vĩ đại như đồng chí Ô Lan Phu đã được tạo ra", mà trên thực tế đã thừa nhận một cách gián tiếp vị thế cách mạng vô sản của nhà lãnh đạo Ô Lan Phu". Đồng thời các phim tư liệu về cuộc đời của ông được phát trên kênh CCTV.

## Đời tư
Ông có người em Vân Phổ bị bắt trong Thế Chiến thứ 2.
Ông có hai vợ: Vân Đình, Vân Lệ Văn. Tổng cộng có tám con, bốn trai và bốn gái.
Con trai
1. Bố Hách (còn được gọi Vân Thự Quang), Phó Ủy viên trưởng Nhân Đại khóa VIII, IX, Chủ tịch Chính phủ Nhân dân Khu tự trị Nội Mông
2. Ô Tân (còn được gọi Ô Khả Lực), Trưởng phòng không gian và công ty Trường Thành
3. Ô Kiệt, Phó Tỉnh trưởng tỉnh Sơn Tây, Thị trưởng Thành phố Bao Đầu

Con gái
1. Vân Thự Bích, Hội trưởng Hội chữ Thập đỏ Khu tự trị Nội Mông Cổ, Chánh Văn phòng Văn phòng Y tế Khu tự trị Nội Mông
2. Vân San, phóng viên Tân Hoa Xã

Cháu gái
1. Bố Tiểu Lâm